# Церковь Святого Георгия (Хайдарабад)
Церковь святого Георгия — англиканский храм в городе Хайдарабад, штат Телангана, Индия. Храм входит в состав епархии Медак Церкви Южной Индии. Старейший христианский храм Хайдарабада.

## История
После военных сражений между английскими и французскими военными за княжество Хайдарабад в Хайдарабаде в 1779 году обосновались два батальона сипаев под командованием английских офицеров. После подписания договора в 1798 году между Британской Ост-Индской компанией и низамом Хайдарабада в городе стали селиться английские колонисты. В 1836 году было получено разрешение на строительство англиканского храма, которое началось в 1844 году. Первый камень был заложен в феврале 1844 года и 19 сентября этого же года храм был открыт для богослужений. Первоначально храм носил наименование «Церковь Христа».